# Andreas Kannengießer

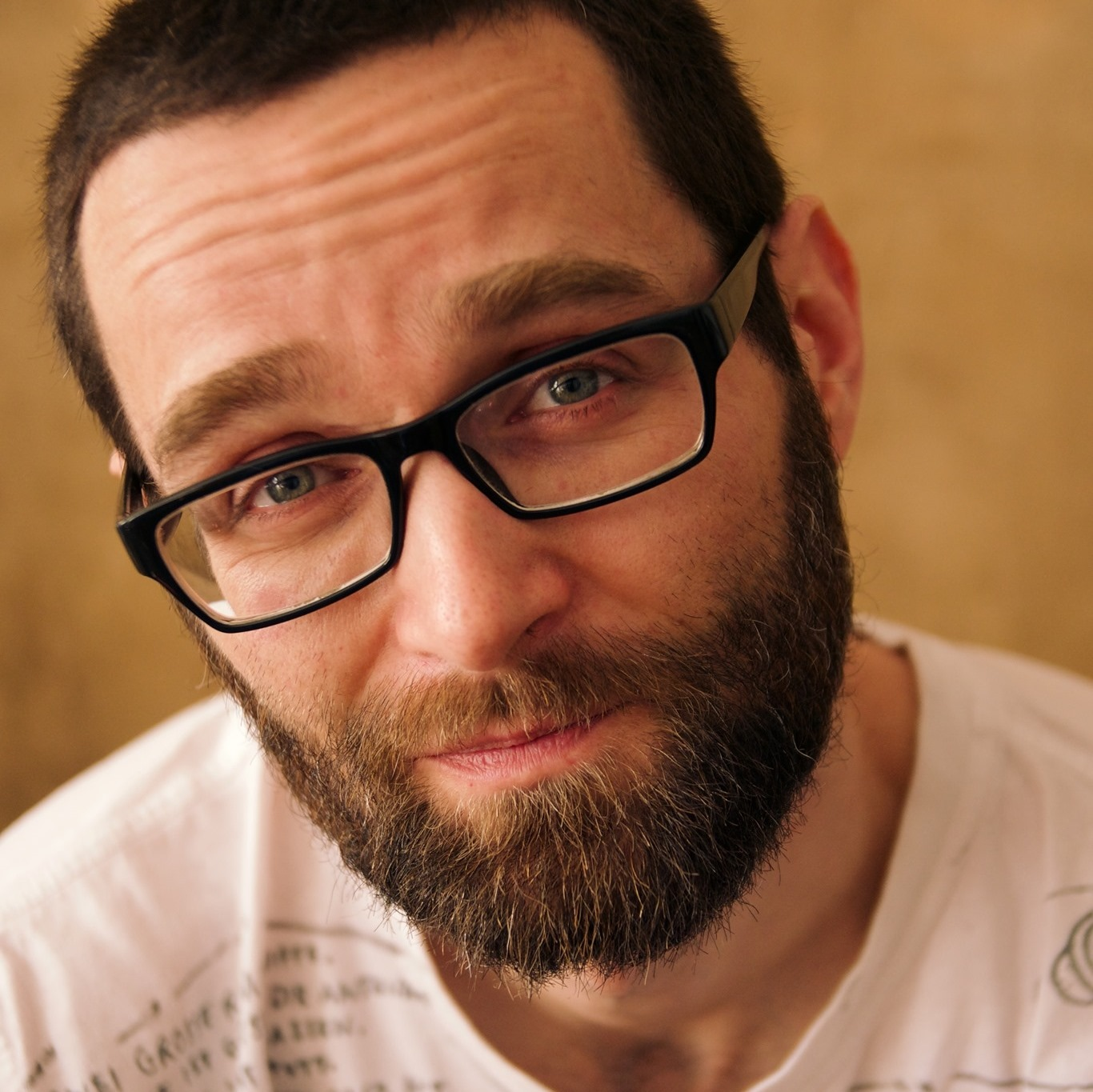
Andreas Kannengießer, 2019

Andreas Kannengießer (* 1978 in Nordhausen) ist ein deutscher Filmregisseur, Drehbuchautor und Regieassistent.

## Leben
Andreas Kannengießer wurde in Nordhausen geboren und wuchs in Bergen auf Rügen auf. Nach dem Abitur 1996 absolvierte er beim NDR Hamburg eine Ausbildung zum Mediengestalter und zog anschließend nach Berlin. Es folgten diverse Tätigkeiten, unter anderem als Assistent von Regisseuren, Castern, Kameraleuten und bei der Produktion von Filmen. 2004 begann er ein Studium „Film- und Fernsehregie“ an der Hochschule für Film und Fernsehen „Konrad Wolf“ in Potsdam. Im selben Jahr wurde er zum ersten Mal Vater. Nach Abschluss des Grundstudiums ging er mit seiner jungen Familie für acht Monate nach Nicaragua und drehte dort seinen ersten Spielfilm Planet Carlos, der seine Welturaufführung im Wettbewerb des Tokyo International Film Festival 2008 hatte und beim Bergamo Filmmeeting 2008 den 2nd Audience Award erhielt. Der Film erzählt die Geschichte des 13-jährigen Carlos, der in einem Elendsviertel in Nicaragua lebt und Verse-Aufsager in einer traditionellen Puppenspieltruppe werden will.  Der Film darf wegen ungeklärter Musikrechte nicht kommerziell ausgewertet werden, ist aber über das Bundesministerium für wirtschaftliche Zusammenarbeit und Entwicklung im Verleih der Landes-/Kreis-/Stadtbildstellen und -medienzentren für Bildungszwecke erhältlich.
Mit Vergiss dein Ende legte Kannengießer einen hochkarätig besetzten Abschlussfilm an der Filmhochschule vor. Das Drama handelt von einer Frau (Renate Krößner), die von der Pflege ihres dementen Ehemannes (Hermann Beyer) überfordert ist und die Flucht ergreift. Der Film war auf zahlreichen Festivals erfolgreich und kam am 22. September 2011 in die deutschen Kinos.
Nach Vergiss dein Ende arbeitete Kannengießer als Regieassistent und begann 2014 mit der Arbeit an der Verfilmung des Romans Freak City von Kathrin Schrocke. Die Verfilmung des Jugendbuches erhielt 2015 das Wim Wenders Stipendium. Im Rahmen der Bürgermeisterwahl in seiner Heimatstadt Bergen auf Rügen begannen die Dreharbeiten zur Langzeit-Dokumentation Bürger & Meister.
Kannengießer ist verheiratet mit der freischaffenden Illustratorin und Künstlerin Anne Wenkel. Das Paar hat zwei gemeinsame Kinder und lebt in Neustrelitz.

## Filmografie (Auswahl)

### Regie
- 2004: Clearing Perry and Mamy
- 2005: Herz Hart Still
- 2008: Planet Carlos
- 2011: Vergiss dein Ende
- 2020: Freak City

### Regieassistenz
- 2002: Paule und Julia (Regie: Torsten Löhn) – 2nd AD & 2nd Unit
- 2002: Kroko (Regie: Sylke Enders)
- 2002: Detroit (Regie: Ludwig & Glaser)
- 2006: Berlin Wall – the Day the Wall came down
- 2011: Little Thirteen (Regie: Christian Klandt)
- 2012: Wir waren Könige (Regie: Philipp Leinemann)
- 2014: Sin + Illy still alive (Regie: Maria Hengge)
- 2014: Auf einmal (Regie: Asli Özge)

## Auszeichnungen
- 2012: Bester Film – Studio Hamburg Nachwuchspreis
- 2011: First Steps Award – Nominierung
- 2011: Max Ophüls Preis – Nominierung
- 2011: Achtung Berlin – Preis der Ökumenischen Jury
- 2011: Nominierung Directors Debut – Plus Camerimage
- 2011: Lobende Erwähnung der dt. Filmkritik in der FIPRESCI – Filmkunstfest Mecklenburg-Vorpommern
- 2011: Ghandis Glasses Award – Torino Film Festival
- 2009: 2nd Audience Award – Bergamo Film Meeting
- 2008: Tokyo int. Filmfestival – Nominierung Sakura Grand Prix